# 智勇花花介
智勇花花介（学名：Callistocythere chihyunga）为細花介科花花介屬下的一个种。